# Julio de Pablo
Julio de Pablo (Revilla de Camargo, Cantabria, España, 26 de julio de 1917 - Torrelavega, España, 19 de junio de 2009) fue un artista plástico dedicado a la pintura y al dibujo. También trabajó la cerámica y el cartelismo, siendo la pintura donde más se destacaría al desarrollar un estilo muy personal.  Es considerado decano de la pintura cántabra e insigne referente cultural de la región.

## Biografía
Julio de Pablo Pérez nació el 26 de julio de 1917 en Revilla de Camargo, un pequeño pueblo español, campesino y minero ubicado en Cantabria.  En 1919 dentro de una crisis política y económica sin precedentes en el país, su familia se traslada a la ciudad de Santander donde vivió la mayor parte de su vida.
Con tan solo doce años comenzó a trabajar en el oficio de pintor industrial para ayudar económicamente a su familia.
Su interés por el arte, a pesar de estar trabajando, hizo que se matriculara en las clases nocturnas de pintura y modelado en la Escuela de Artes y Oficios de Santander, sin obtener ninguna titulación al respecto, por lo que su formación se consideró autodidacta.
Según el propio artista su vocación pictórica nació al establecer contacto, en 1939, con la obra de Agustín Riancho.
En 1942 se casa con Francisca Castanedo Calderón y dada su precaria situación económica emigra en agosto a Alemania donde trabajó como rotulista, disfrutando de un permiso el 2 de mayo de 1943, reincorporándose al trabajo y regresando definitivamente a Santander el 24 de enero de 1944.

## Carrera artística
Es a su vuelta a España cuando Julio de Pablo empieza su carrera artística.
En 1947, a la edad de 30 años, el artista presenta su primera exposición, en el Ateneo de Santander, en el que expuso un total de 27 obras pictóricas. Años más tarde realizó una segunda exposición en la ciudad de Torrelavega, inspirado en la pintura montañesa, cuyo contacto con artistas como Agustín de Riancho le habían influenciado.
En los años 50 el artista comienza a evolucionar hacia un estilo y una propuesta estética más personal. En 1953 se celebra el Congreso de arte abstracto en la Universidad Internacional Menéndez Pelayo, lo que marcó una nueva etapa en la obra del artista y en su carrera.
En 1957 se realiza su primera exposición fuera de Santander, en la Sala Vayreda, de Barcelona y es al siguiente año cuando el artista comienzan a tener notoriedad, sobre todo a raíz del éxito de sus últimas exposiciones, en la Galería Dintel y en la Sala Sur, en Santander.
En 1958 el Museo de Bellas Artes de Santander adquiere el cuadro titulado “Cielos sombríos”, este sería el primer cuadro del artista en ser adquirido por un museo.
El 15 de septiembre de 1958 el pintor camargués Julio de Pablo inaugura una exposición de pinturas en la Sala de Exposiciones de la Casa de Cultura Sánchez Díaz de Reinosa.
En los años 60 desarrolló exposiciones en Madrid, Salamanca, Valladolid, Bilbao, Londres consiguiendo lanzar su carrera a nivel nacional e internacional.
Son los años 70 la época más activa del artista, manteniendo su propio estilo y con un ritmo de trabajo acelerado, llega a realizar más de 28 exposiciones individuales y participa en 35 exposiciones colectivas. También la carrera profesional del artista se ve consolidada cuando comienza a salir en publicaciones como "Diccionario de pintores españoles contemporáneos" y "La pintura española del siglo XX" en 1972.
A partir del 1990, el artista baja su ritmo de trabajo, entra en una etapa en la que su nivel de producción artística será cada vez más bajo.
Su última exposición en vida fue en 2003, en el Museo de Bellas Artes de Santander, aquel mismo museo que hacía 45 años atrás había adquirido una de sus obras.
Julio de Pablo Pérez, muere enfermo a la edad de 91 años, en la madrugada del 19 de junio de 2009 en la ciudad de Torrelavega.

## Legado
El coleccionista de arte José Ramón Rodríguez Altonaga, médico personal del artista, creó en 2012 la Fundación Julio de Pablo. Sus socios fundadores son miembros de la familia Rodríguez Altónaga, a quienes por su amistad y conocimiento de su obra, el pintor delegó la promoción de su legado artístico.
De Pablo, no tuvo descendientes directos. Es José Ramón Rodríguez Altonaga, a quién Julio vio crecer desde que era un niño, quien se ocuparía de mantener una relación de amistad familiar, que terminaría el día de la muerte del artista. Fue el mismo José Ramón quien como médico estuvo pendiente de la salud del artista en sus últimos momentos de vida.
En 2013, motivado por la fundación, el Ayuntamiento de Camargo estudió la posibilidad de dedicar una calle en el pueblo de Revilla al pintor. En el pueblo de Maliaño del término municipal de Camargo, tiene dedicada una calle frente al Parque de la Cros.

## Obras en Museos y Colecciones
- Museo Nacional Centro de Arte Reina Sofía, Madrid
- Museo Municipal de Bellas Artes de Santander
- Museo Marítimo de Santander
- Museo Redondo El Riojano, Santander
- Museo de Arte Moderno Palacio de Elsedo, Pámanes, Cantabria
- Museo de Alto Aragón de Huesca
- Museo Camón Aznar, Zaragoza
- Museo Pictórico de Barril, Murcia
- Museo Castillo de San José, Lanzarote
- Museo Casa de Colón, Las Palmas de Gran Canaria
- Museo de Cognac, Francia
- Museo Palacio de Guinea Ecuatorial
- Gobierno de Cantabria. Santander
- Parlamento de Cantabria, Santander
- Universidad Internacional Menéndez Pelayo. Santander
- Fundación Botín. Santander
- Fundación Fray Bernardino, Sahagún, León
- Fundación Santillana, Torre de Don Borja, Santillana del Mar. Cantabria
- Colegio Oficial de Arquitectos. Santander
- Real Club de Regatas de Santander
- Real Club Náutico de Gran Canaria
- Ayuntamiento de Santoña, Cantabria
- Ayuntamiento de Camargo, Cantabria
- Casa-Museo La Casona de Tudanca, Cantabria
- Ateneo de Santander